# 후두

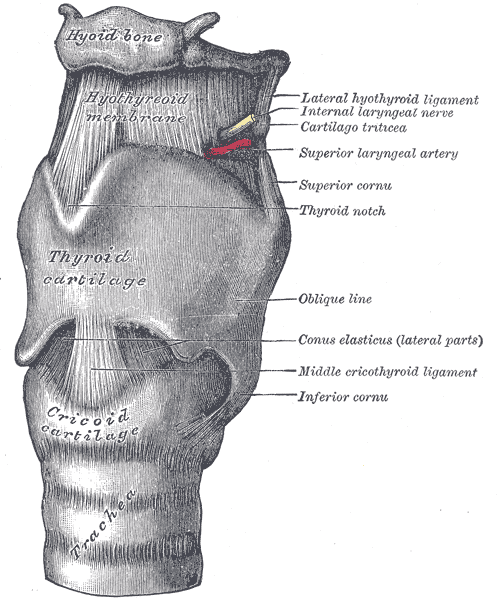

후두(喉頭, larynx)는 기관 입구의 특수한 구조를 말한다. 기도의 일부임과 동시에 음식물을 먹을 때 음식물 덩어리가 기도로 들어가지 않도록 차단하는 장치가 되기도 한다. 인간의 발성기가 위치하며, 공기가 후두를 통과할 때 성문이 좁혀지면 이것이 진동하여 소리를 낸다. 기관으로 이어진다.

## 구조
후두는 여러 개의 후두 연골, 후두근, 그리고 이들을 결합하는 인대나 결합 조직으로 구성되어 있다.
갑상 연골은 불규칙한 말굽형의 커다란 연골로, 목의 가운데 부분은 성인 남자들의 경우 돌출해 있으며, '결후'라고 한다. 좌우의 후연(後緣)은 아래쪽으로 막대 모양으로 뻗어 있으며, 그 끝부분에서 고리 모양의 연골과 관절을 이루고 있다.
고리 모양 연골은 완전한 링 모양의 연골로, 갑상 연골 아래에서 이것과 관절을 형성하며, 아래쪽에서는 기관 연골과 인대로 결합되어 있다. 고리 모양 연골은 앞쪽은 낮고 뒤쪽은 높다. 이 높은 부분에 두 개의 피열(披裂) 연골이 있다.
피열 연골은 앞과 옆, 위에 돌기를 가진 소형 연골인데, 앞쪽에 나온 돌기에는 성대, 옆과 위에 나온 돌기에는 작은 근육이 많이 붙어 있다. 후두근은 주로 이들 세 종류로 된 네 개의 연골 사이에 있어 그 상대 운동을 일으키는 가로무늬근으로, 모두 미주 신경 속의 운동 . 이들 근육이 발성 동력원의 하나가 되고 있다.
성대는 피열 연골 앞쪽에 나와 있는 돌기에서 갑상 연골의 앞쪽 내벽으로 뻗어 있는 주름으로, 가로무늬근의 성대근과 탄성 섬유가 풍부한 성대 인대로 되어 있으며, 표면은 중층 편평 상피로 덮여 있다. 좌우 성대 사이(성문)는 보통 호흡할 때는 크게 열려 있으나 소리를 낼 때는 닫힌다.

## 위치
위치는 아담의 사과라고 하는 후두융기(laryngeal prominence or Adam's apple)가 만져지는 곳 경추 4, 5, 6번과 이에 대응하는 식도의 앞에 위치한다. 후두 인두로부터 이어지며, 이 부위, 즉 상방 입구라고 한다. 여기에는 후두개(epiglottis)가 있다. 후두개는 음식물의 기도 유입을 방지한다. 하부로는 기관이 이어진다. 참고로 응급의학 및 응급 구조학적 의의를 보면 기관 절개술이나 윤상연골절개술 (Trachostomy & Cricothyrotomy) 을 할 때 상부기도인 후두와 기관은 식도보다 앞면에 있으므로 가능하다. 또 연골이 있어 찌그러짐을 방지한다.(식도와의 차이)

## 후두의 연골들
갑상연골(thyroid cartilage) 1개,
윤상연골(cricoid cartilage) 1개,
피열연골(arytenoid cartilages) 1쌍, 윤상 연골 위에 있다.
후두개연골(epiglottic cartilage)은 후두 입구 개폐, 탄력 연골이다.
소각연골(corniculate cartilages)은 1쌍 피열 연골 위에 있다.
설상연골(cuneiform cartilages) 1쌍이며  피열 연골 위에 있다.

## 후두의 해부학적 공간
후두구에서 윤상연골 하연 사이의 공간을 후두강(laryngeal cavity)이라고 한다. 이는 두 쌍의 주름을 이루는 내벽으로 구성 되며 상방 주름을 전정, 혹은 실주름(ventricular fold) 또는 가성대(false vocal cord)라 한다. 하방 주름은 성대(vocal cord) 혹은 진성 성대(true vocal cord)라고 한다. 후두강 중에 가장 좁은, 양쪽 성대 사이를 성문(성문열, glottic opening)이라고 한다. 발성 장치이다.

### 응급의학, 응급구조학적 의의
성대는 기관 삽관을 할 때 land mark(기준, 표지)이다. 반드시 성대를 확인하고 삽관을 하여야 한다.  또 음식을 삼키며 후두덮개(Epiglottis) 끝이 뒤로 젖혀지고 연골이 닫혀 (기도를 닫아) 음식물이 기도가 아닌 식도로 들어가게 해준다.

## 후두의 신경 지배
미주신경에서 갈라져 나온 되돌이후두신경이 후두에 분포한다. 되돌이후두신경은 발성에 관여하므로 손상되면 발성 장애를 유발하게 된다. 갑상선 수술, 기관 절개술 등을 할 때 주의해야 할 신경이다.

## 후두의 근육
후두의 근육들은 미주신경의 지배를 받는다. 후두 근육의 기능은 성문(glottis), 성대에서 발성과 기침 반사를 담당한다.

## 같이 보기
- 인두
- 식도
- 기관